# Piazzi (cratère)
Piazzi est un cratère lunaire situé sur la face cachée de la Lune. Il se trouve au sud-est du cratère Lagrange, au sud-est de la chaîne de montagnes Montes Cordillera, qui entoure l'immense Mare Orientale. 
La moitié sud-ouest de ce cratère est très endommagé par la masse de matière éjectée en raison de la Mare Orientale. seule la partie nord-est du cratère est encore intacte, le reste forme une dépression inégale dont la surface est couverte de longues crêtes et des rainures. Le contour du cratère est irrégulier.
En 1935, l'Union astronomique internationale a donné le nom de  l'astronome italien Giuseppe Piazzi à ce cratère lunaire.
| Piazzi | Latitude | Longitude | Diamètre |
| ------ | -------- | --------- | -------- |
| A      | 39.5° S  | 66.7° W   | 13 km    |
| B      | 37.5° S  | 66.2° W   | 8 km     |
| C      | 37.1° S  | 62.6° W   | 28 km    |
| F      | 35.7° S  | 61.1° W   | 11 km    |
| G      | 40.2° S  | 64.6° W   | 10 km    |
| H      | 40.2° S  | 65.7° W   | 8 km     |
| K      | 37.5° S  | 68.0° W   | 8 km     |
| M      | 35.9° S  | 67.4° W   | 6 km     |
| N      | 35.4° S  | 66.0° W   | 16 km    |
| P      | 38.8° S  | 67.3° W   | 20 km    |